# Ponometia dimidiata
Ponometia dimidiata là một loài bướm đêm trong họ Noctuidae.